# Retispatha dumetosa
Retispatha dumetosa es una especie de palmera de la familia Arecaceae. Es monotípica dentro del género Retispatha.

## Distribución y hábitat
La especie se distribuye a través de Borneo formando densas manchas en las colinas y los valles de bosques donde predominan las dipterocarpáceas, están ausente de la montaña y sus usos locales no están registrados. 

## Descripción
Los troncos se encuentran agrupados y están ampliamente armados con espinas. Tienen 6 – 8 cm de diámetro, se encuentran estrechamente anillados con raíces aéreas debajo de los nodos de las hojas. Las hojas son pinnadas con peciolo bien desarrollado y armado, la vaina y raquis también son verticiladas con espinas y cubierto de pelos. Los foliolos  son lineales dispuestos regularmente, tienen los márgenes dentados y el nervio central es prominente.
En la floración, la inflorescencia masculina es ramificada, a tres órdenes, en las femeninas en uno, rarament

## Taxonomía
Retispatha dumetosa fue descrita por John Dransfield y publicado en Kew Bulletin 34: 531. 1980.
Etimología
El nombre del género combina palabras del latín y del griego que significan "red" y "espata", y el epíteto para la especie significa "arbusto".